# روابط افغانستان و کانادا

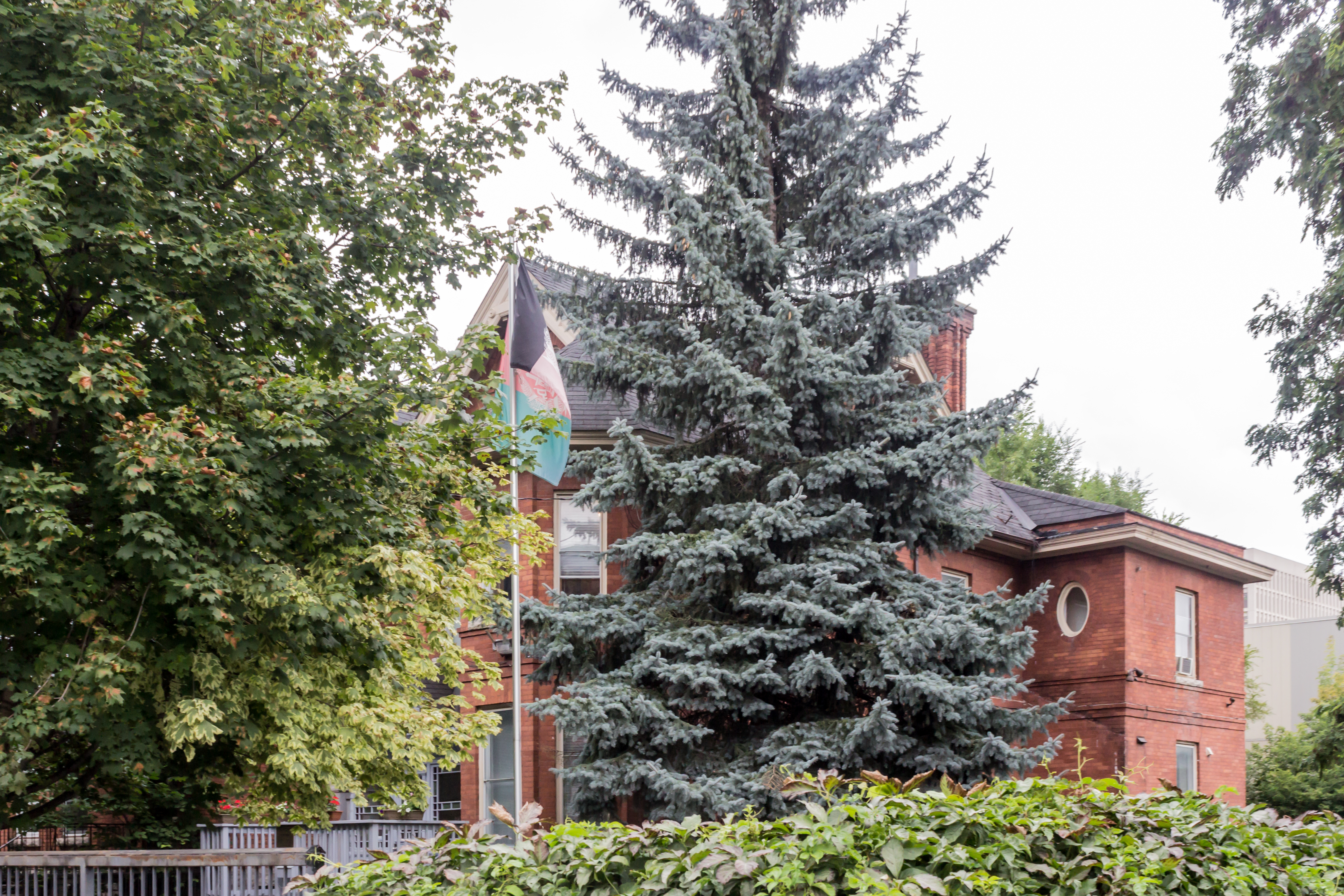
سفارت افغانستان در اتاوا ، انتاریو، کانادا.

روابط افغانستان و کانادا به روابط بین افغانستان و کانادا گفته می‌شود.
دولت کانادا در ژانویه ۲۰۰۹ اعلام کرد که افغانستان را به فهرست کشورهای ترجیحی خود برای دریافت کمک‌های خارجی اضافه می‌کند. این فهرست شامل ۱۸ کشور و کرانه باختری و منطقه کارائیب است.

## تاریخ

### شروع روابط
روابط رسمی بین افغانستان و کانادا بلافاصله اتفاق نیفتاد، اما با گذشت زمان توسعه یافت. مشارکت کانادایی‌ها در افغانستان به دهه ۱۹۶۰ و با ایجاد اولین برنامه کمک توسعه کانادایی به افغانستان برمی گردد. با افزایش نیاز به هماهنگی بیشتر آژانسهای انکشافی که در آنجا کار می‌کنند، دولت کانادا تصمیم به برقراری روابط کامل دیپلماتیک با افغانستان در سال ۱۹۶۸ گرفت.
در سال ۱۹۷۱، کمک‌های کانادایی به افغانستان شامل ۲۵۷۰۰۰ بوشل گندم بود که در آن خشکسالی تولید محصولات غلات را کاهش داده بود.

### جنگ شوروی و افغانستان
جنگ شوروی و افغانستان در سال ۱۹۷۹ و استقرار یک رژیم غیر دموکراتیک در افغانستان باعث قطع روابط دیپلماتیک کانادا شد. حتی پس از خروج جماهیر شوروی از افغانستان در سال ۱۹۸۹، دو کشور روابط کامل دیپلماتیک را برقرار نکردند و با وجود تلاش‌های کمک‌های بشردوستانه کانادا در دهه ۱۹۹۰، روابط بسیار ناچیز بود.

### دوره طالبان
طالبان در سال ۱۹۹۶ کنترل افغانستان را در دست گرفتند. کانادا به یک منتقد صریح نقض حقوق بشر طالبان علیه شهروندان افغانستان تبدیل شد. کانادا به رغم محدودیت طالبان در آژانس‌های امدادی به ارائه کمک‌های بشردوستانه به این کشور ادامه داد.